# Батт I
Батт I (др.-греч. Βάττος, VI век до н. э, Тира — 600 год до н. э, Кирена) — древнегреческий царь Кирены в 630—600 годах до н. э. Основатель династии Баттиадов.
Происходил из аристократических родов островов Фера и Крит. Сын Полимнеста, представителя ферской знати, и Фронимы, дочери царя критского города-государства Оакс. При рождении получил имя Аристотель (лучшая надежда). Неизвестно, при каких обстоятельствах стал зваться Баттом (или за свой недостаток — заикание, или по прибытии в Африку — от ливийского слова «вождь»).
В 639 году до н. э. вместе с Гринном, царём Феры, Батт путешествовал по Греции. Тогда же он посетил дельфийского оракула, который высказался за создание колонии в Ливии (современная Африка). С этого момента царь стал планировать переселения части жителей города на ливийскую землю. Перед большим походом было сделано несколько путешествий, чтобы определить расстояние до Ливии. Наконец, в 630 году до н. э. Гринн поручил Батту возглавить экспедицию. Первая попытка столкнулась с сопротивлением ливийцев. Однако уже в следующем году Батт сумел основать колонию Азирис.
Через 6 лет Батт по совету ливийцев сменил место поселения, основав город Кирена (от названия местности Аполлонов фонтан — в честь фонтана Кира, посвящённого Аполлону). Себя Батт объявил царём. Впрочем, в его обязанности входило распределение земли, жреческие обязанности и председательства в армии. Вместе с тем Батт I сохранял хорошие отношения с местными племенами, благодаря чему греки сумели утвердиться в Ливии. В 600 году до н. э. Батту наследовал его сын Аркесилай I.